# Chatbot

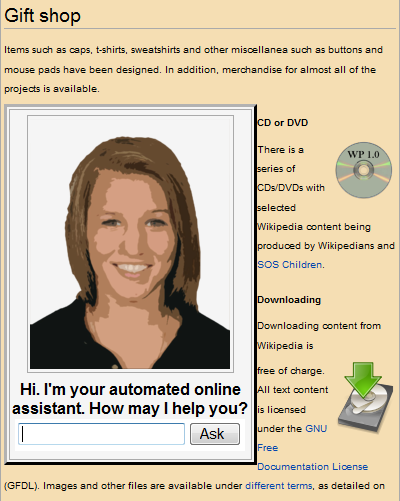
Egy virtuális asszisztens chatbot

A chatbot, chatterbot, csetrobot, csevegőrobot, vagy röviden bot egy szövegalapú párbeszédrendszer, amely lehetővé teszi a csetet, csevegést egy techinformációs rendszerrel. A chatbot olyan szoftveralkalmazás, amelyet arra használnak, hogy szöveges vagy szövegről beszéddé átalakított online kommunikációt folytasson élő személyekkel – például ügyfelekkel, vagy ügyintézőkkel – előre betanított szabályok és betáplált információk alapján. A chatbotrendszereket úgy tervezik, hogy meggyőzően szimulálják azt, ahogyan egy ember kommunikálna beszélgetőpartnerként, ezért általában folyamatos fejlesztést, finomhangolást és tesztelést igényelnek.

## Működés
A chatbotoknak van egy szövegbeviteli input és egy szövegkimeneti output területe, amelyeken természetes nyelven lehet kommunikálni a rendszerrel. A chatbotokat párbeszédes rendszerekben használják különböző célokra, például ügyfélszolgálatra, kérések továbbítására vagy információgyűjtésre. Míg egyes chatbotalkalmazások kiterjedt szóosztályozási folyamatokat, természetes nyelvi processzorokat és kifinomult mesterséges intelligenciát használnak, addig mások egyszerűen általános kulcsszavakat keresnek, és válaszokat generálnak egy kapcsolódó könyvtárból vagy adatbázisból származó általános kifejezések felhasználásával. A chatbotokat lehet, de nem feltétlenül kell avatárral együtt használni.
Vannak olyan botok is, amelyek meg sem próbálnak az emberi módot leképezve beszélgetni, „csetelni" (tehát nem csetrobotok), hanem csak konkrét parancsokra képesek válaszolni, hasonlóan az Internet Relay Chat (IRC) szolgáltatásokhoz. Ezek szolgálhatnak interfészként a csevegőn kívüli szolgáltatásokhoz, vagy csak a saját csevegőszobájukon belül is kínálhatnak funkciókat, például az újonnan felvett csevegőket a nap viccével üdvözlik.

### Prompt Engineering
A prompt egy NLP-szöveg, amely leírja a mesterséges intelligencia (MI/AI) által végrehajtandó feladatot.Az azonnali tervezés során olyan szöveget kell létrehozni, amelyet a generatív MI-modellek is megértenek.
A 2010-es évek elején az olyan úttörő LLM-ek, mint a GPT-1, bevezették azt a koncepciót, hogy ezeket a modelleket hasznos szövegek létrehozására ösztönzik. Kezdetben az azonnali tervezés az MI-kutatók (Quora) próba-hiba módszerére korlátozódott.
2019-re a Google BERT továbbfejlesztett transzformátormodelljei bemutatták, hogy az előképzés hogyan hozhat létre robusztusabb LLM-eket, lehetővé téve a kifinomultabb azonnali tervezést.
A Cambridge-i szótár a „felszólítás” definíciója szerint „rávesz valakit arra, hogy mondjon vagy tegyen valamit”.

## Osztályozás
Az elsőgenerációs chatbotok közelebb állnak egy teljes körű szöveges keresőmotorhoz, mint a mesterséges vagy akár a természetes intelligenciához. A számítógépek teljesítményének növekedésével azonban a chatbot-rendszerek egyre nagyobb adathalmazokhoz tudnak egyre gyorsabban hozzáférni, és ezért intelligens párbeszédeket is kínálnak a felhasználónak, mint például az OpenAI-nál kifejlesztett ChatGPT vagy a Google LLC által bemutatott Language Model for Dialogue Applications (LaMDA). Az ilyen rendszereket virtuális személyi asszisztenseknek is nevezik.
A legtöbb chatbotot online, weboldalakon felugró ablakokon vagy virtuális asszisztenseken keresztül érik el. Felhasználási kategóriákba sorolhatók, amelyek a következők: kereskedelem (e-kereskedelem chaten keresztül), oktatás, szórakozás, pénzügyek, egészségügy, hírek és termelékenység.

## Elérés
Napjainkban a chatbotokat többnyire digitális asszisztenseken, például a Google Assistanton és az Amazon Alexán, messengeralkalmazásokon, például a Facebook Messengeren vagy a WhatsAppon keresztül, illetve szervezőeszközökön és weboldalakon keresztül érik el.